# 白莲街道
白莲街道，是中华人民共和国广西壮族自治区柳州市鱼峰区下辖的一个乡镇级行政单位。

## 行政区划
白莲街道下辖以下地区：
大桥社区、洛维社区、宝莲社区、莲花社区、南山社区和响水社区。